# 大間町立大間中学校
大間町立大間中学校（おおまちょうりつ おおまちゅうがっこう）は、青森県下北郡大間町大字大間にある公立中学校。

## 生徒数
2021年（令和3年）5月1日現在
| 学年 | 1年 | 2年 | 3年 | 特別支援   | 合計 |
| ---- | --- | --- | --- | ---------- | ---- |
| 学級 | 2   | 2   | 2   | 1          | 7    |
| 生徒 | 50  | 51  | 44  | （1） 内数 | 145  |

## 沿革
- 1947年（昭和22年）
  - 4月1日 - 開校。奥戸分校も設置。
  - 4月21日 - 開校式挙行。
  - 11月25日 - 奥戸分校が、独立して奥戸中学校となる。
- 1948年（昭和23年）7月28日 - 旧要塞建造物を移転改築し、校舎落成。
- 1951年（昭和26年）7月18日 - 新校舎落成式挙行。
- 1961年（昭和36年）3月31日 - 東側校舎3教室増築。
- 1962年（昭和37年）3月31日 - 西側校舎3教室増築。
- 1965年（昭和40年）4月1日 - 特殊学級設置。
- 1966年（昭和41年）11月1日 - 校歌制定。
- 1970年（昭和45年）8月7日 - 簡易ビニールプール（8コース）完成。
- 1977年（昭和52年）11月3日 - 創立30周年記念式典挙行。
- 1987年（昭和62年）11月21日 - 創立40周年記念式典挙行。
- 1990年（平成2年）2月24日 - 体育館落成式挙行。
- 1992年（平成4年）10月1日 - 新校舎落成し、移転。
- 1993年（平成5年）2月21日 - 新校舎落成式挙行。
- 2021年（令和3年）4月1日 - 奥戸中学校を統合[2]。

## 学区
- 大間町全域

## 学校周辺
- 青森県立大間高等学校 - 敷地が隣接。
- 大間病院
- 大間警察署

## アクセス
- 下北交通「県営住宅前」バス停下車後、徒歩約570m・約9分。